# Tierkampf

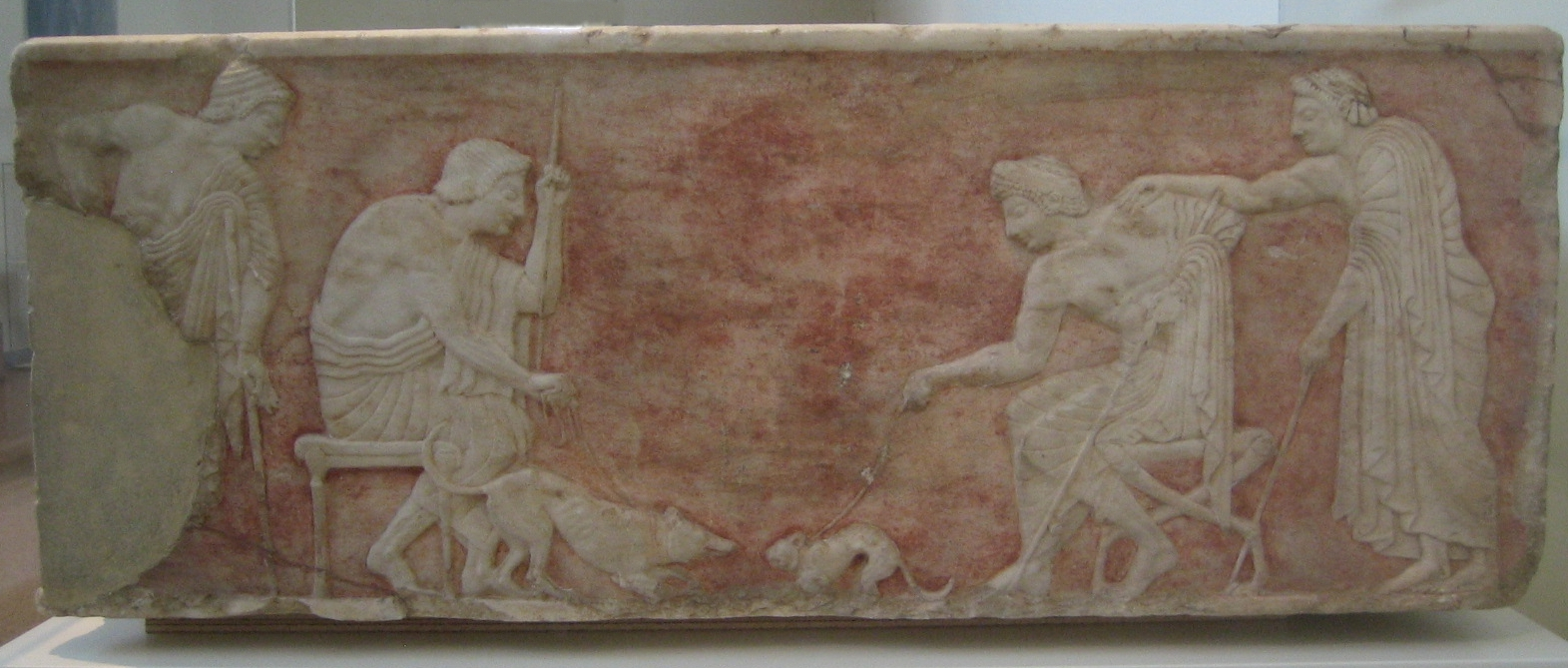
Griechische Tierkampfszene: Hund gegen Katze, Archäologisches Nationalmuseum (Athen)

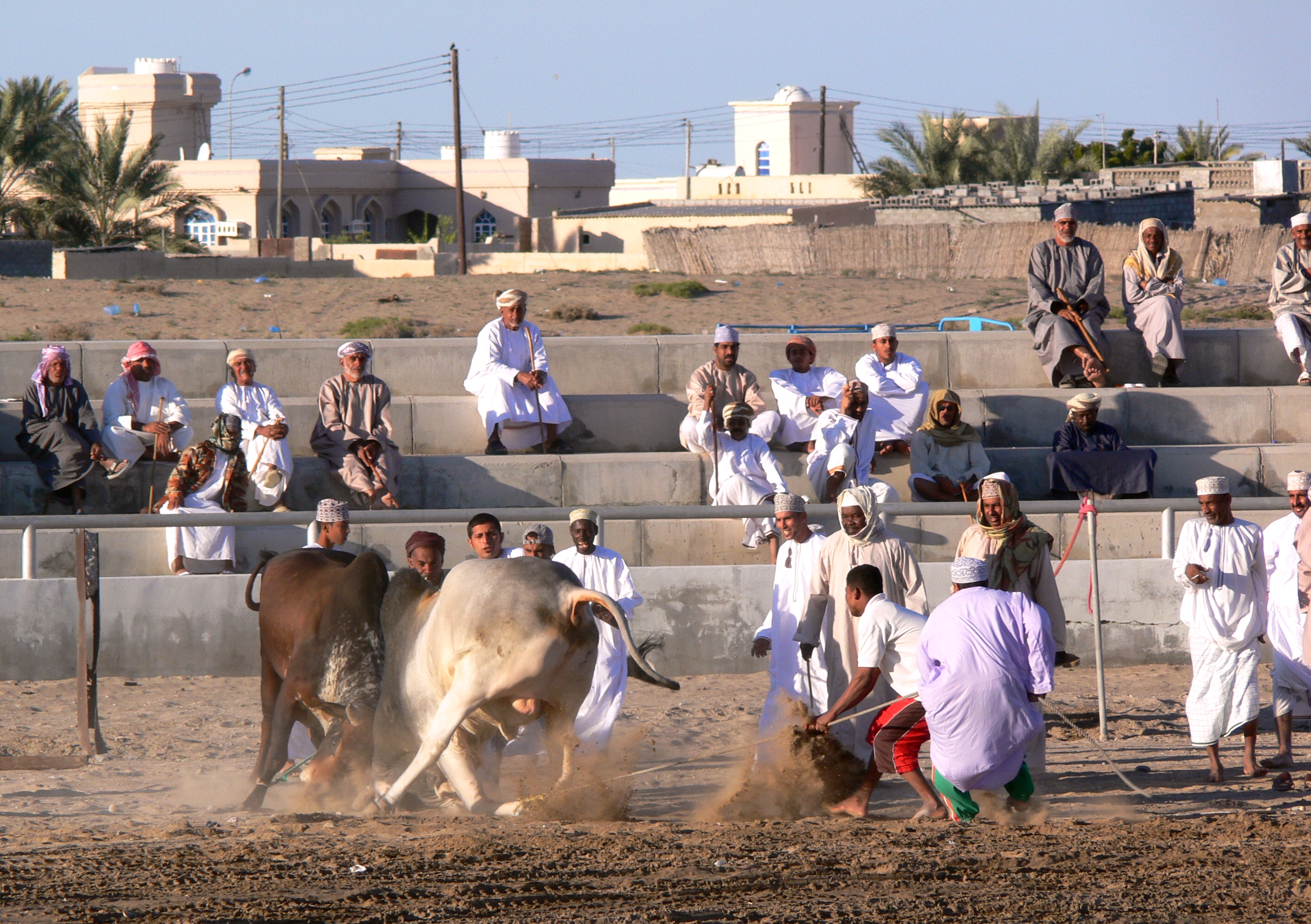
Tierkampfszene im Oman: Stier gegen Stier

Bei Tierkämpfen treten entweder zwei oder mehr Tiere gegeneinander oder gegen Menschen an, wobei diese nicht zwingend derselben Art angehören müssen. Diese Veranstaltungen dienen der Volksbelustigung und wurden bereits im Altertum veranstaltet.
In vielen Ländern sind Tierkämpfe sukzessive ab dem 19. Jahrhundert verboten worden, einzelne Formen sind jedoch in allen Weltregionen bis in die Gegenwart legal, dazu wird häufig auf Traditionen verwiesen. Illegal finden Tierkämpfe weltweit statt. Legal oder illegal werden bei vielen Formen des Tierkampfs Wetten abgeschlossen.

## Geschichte
Tierkämpfe hatten von jeher einen großen Schauwert. Man nutzte die mit dem Revierverhalten der männlichen Tiere verbundene Aggressivität. Bereits im Altertum organisierten babylonische, assyrische oder ägyptische Herrscher Tierkämpfe und Großtierjagden zu Schauzwecken. In den römischen Zirkusspielen setzte man „Bestien“ (lta. bestia – reißendes Tier) zur Unterhaltung ein. So ließ Sulla bei den Tierhetzen im Römischen Reich 100 Löwen gegeneinander kämpfen, Pompeius 600 und Cäsar 400, auch ließ er ein Rhinozeros gegen Elefanten hetzen.
Auch heute haben Tierkämpfe in vielen Gegenden der Erde noch eine große Anhängerschaft. Vor allem Stiere, Hähne oder Hunde werden zu diesem Zweck bis heute verwendet, gezüchtet und abgerichtet.

### Tierhetzen

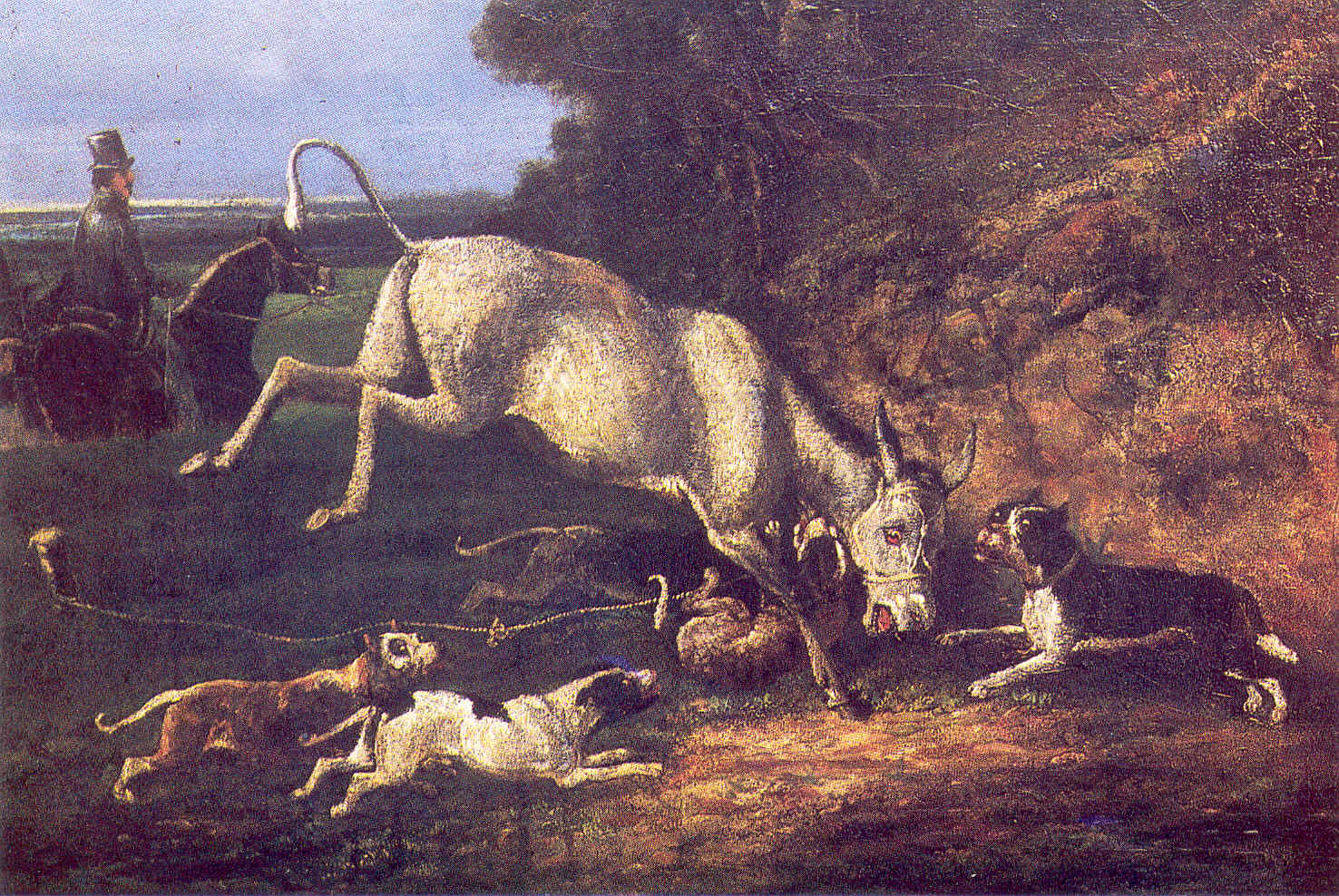
Hatz eines Esels

Eine besondere Form des Tierkampf stellten die sogenannten Hetzen dar. Diese Art der Unterhaltung hat eine Tradition, die (wie oben beschrieben) bis ins Römische Reich zurückreicht und bis zu Beginn des 20. Jahrhunderts in unterschiedlichsten Kulturkreisen anzutreffen war. Die Hetze bestand darin, dass abgerichtete Hunde auf ein anderes Tier losgelassen wurden, mit dem Ziel, dieses totzubeißen. Dabei wurden Wetten abgeschlossen, in der Regel entweder auf einzelne Hunde oder aber auf die Zeitdauer, die das gehetzte Tier überlebt. Das Zieltier wurde meist vorher relativ wehrlos gemacht, indem es festgebunden wurde oder ihm die Zähne entfernt wurden. Für Tierhetzen kamen so unterschiedliche Tiere wie Dachse, Esel, Enten oder auch Bären und Löwen zum Einsatz.
Gerhard Roth beschreibt in seinem Buch Eine Reise in das Innere von Wien (Archive des Schweigens, Band 7) ein Hetztheater in Wien, welches 3000 Zuschauern Platz bot. Dieses ist auf einem Stich aus dem Jahre 1790 abgebildet. 1796 wurde es von einem Brand vernichtet. Kaiser Franz II. erteilte danach keine Bewilligung mehr zur Abhaltung von Tierhatzen. Die Hetzgasse im dritten Wiener Gemeindebezirk erinnert noch heute an dieses Hetztheater.
Zur Barockzeit gab es auch in anderen Städten Deutschlands Anlagen, die der Abhaltung von Tierkämpfen zur Unterhaltung eines höfischen Publikums dienten, u. a. in Berlin (Hetzgarten), Königsberg und Nürnberg (Fechthaus).

## Tierkampfverbote
Ab dem Ende des 18. Jahrhunderts wurden Tierkämpfe in Europa zunehmend gesetzlich verboten. Mehrheitlich gilt dies heute für alle Tierkampfsportarten in Europa, größere Ausnahmen gelten für den Stierkampf (Spanien, Portugal, Frankreich) sowie regional für Hahnenkämpfe (Frankreich, Spanien) und Hundekämpfe in weiten Teilen Russlands. Auch in asiatischen Ländern gibt es entsprechende, traditionell begründete legale Kämpfe, so z. B. Hahnenkämpfe auf den Philippinen, Hundekämpfe in Japan oder der chinesischen Provinz Shanxi.
- Deutschland; nach dem Tierschutzgesetz unter Strafe
  - Sachsen; verboten seit 1830
  - Württemberg; verboten seit 1839
  - Hannover; verboten seit 1847
- Vereinigtes Königreich; verboten seit 1835
- Schweiz; verboten seit 1842
- Vereinigte Staaten; verboten seit 1829
- Norwegen; verboten seit 1842
- Schweden; verboten seit 1857
- Dänemark; verboten seit 1857

## Tierschützer zum Tierkampf
Ab dem Ende des 18. Jahrhunderts begannen sich mit dem entstehenden Tierschutz auch Stimmen gegen Tierkämpfe zu erheben. Solche Aufklärungsschriften in Beziehung zum Tierkampf waren 1755 Tiere haben ein Recht darauf, keine unnötigen Schmerzen erleiden zu müssen von Francis Hutcheson, 1776 Schmerz ist Schmerz, ob er Menschen oder Tieren zugefügt wird von Humphry Primatt, 1789 die Introduction to the Principles of Morals and Legislation von Jeremy Bentham und 1790 Das Schicksal der Tiere muss erleichtert werden von Lauritz Smith.
In der Gegenwart wenden sich Tierrechtsorganisationen weiterhin gegen Tierkämpfe. Viele Menschen lehnen die Nutzung von Tieren für den Kampfsport und selbst den Begriff Sport in diesem Zusammenhang ab.

## Liste von Tierkampfsportarten
- Kuhkampf
- Stierkampf
- Bullenbeißen
- Hahnenkampf
- Hundekampf
- Rattenbeißen
- Grillenkampf
- Kamelringen
- Spinnenkampf[8]